# The 3rd Asia Tour: Super Show 3
The 3rd Asia Tour: Super Show 3 é a terceira grande turnê asiática da boyband sul-coreana Super Junior, para apoiar o seu quarto álbum de estúdio, Bonamana. A turnê começou com dois shows em Seul, em agosto de 2010 e continuou na China, Taiwan, Japão e outros países asiáticos, com um total de 20 shows em 13 cidades.
Em 24 de fevereiro de 2011, um filme em 3D do concerto realizado em Seul foi lançado em 16 cinemas da rede sul-coreana CJ CGV. Em outubro de 2011, um álbum ao vivo, Super Show 3 Concert Tour Album, do concerto realizado em Seul, foi lançado, incluindo 37 faixas: 33 delas ao vivo, e versões gravadas em estúdio das canções "Knock, Knock, Knock", "I Wanna Love You", além de um novo remix de "Sorry, Sorry".

## História
A terceira turnê asiática do grupo teve uma grande demanda de venda em cada uma das cidades por que passava. Em média, eram vendidos 12.5 mil ingressos por show. Por exemplo, em Yokohama, no Japão, mais de 25 mil ingressos para dois dias de concerto foram vendidos em tempo recorde de 10 minutos, fazendo com que adicionassem uma data extra na turnê. The 3rd Asia Tour: Super Show 3 fez com que Super Junior fosse reconhecido como o expoente perfeito do K-pop, e o que mais vendeu shows na Ásia em 2010 e parte de 2011.

## Setlist
<VÍDEO DE ABERTURA>
1. "Sorry, Sorry" (Remix ver.)
2. "Super Girl" (Remix ver.)
3. "Don't Don" (Remix ver.)

<VÍDEO DE INTERVALO>
1. "No Other"
2. MENT #1
3. "Confession"
4. "Good Person"
5. "Rokkugo!!!" – Super Junior-T

<VÍDEO DE INTERVALO>
1. "One Fine Spring Day" – Ryeowook
2. "I lived in your side for a moment" – Kyuhyun
3. "If U leave" – Sungmin
4. "Looking for the day" – Siwon
5. "I Wanna Love You" – Eunhyuk, Donghae
6. "The way that idol's breaking with her" – Heechul (feat. Krystal Jung)
7. "Champion" – Shindong

<VÍDEO DE INTERVALO>
1. "Knock, Knock, Knock" – Leeteuk, Heechul, Shindong, Eunhyuk, Donghae, Sungmin
2. "You&I
3. "Song For You"

<VÍDEO DE INTERVALO>
1. "Shake it up!" (Remix ver.)
2. "Twins (Knock Out)" (Remix ver.)

<VÍDEO DE INTERVALO>
1. "Hate U, Love U"
2. "In my dream" – Super Junior-K.R.Y(feat. Sungmin e Donghae)
3. "Rinaldo" – (feat. Kangin)

<VÍDEO DE INTERVALO>
1. "All My Heart"
2. "It Has To Be You" – Yesung

<VÍDEO DE INTERVALO>
1. "Bonamana"
2. "A Man in Love" (Remix ver.)
3. "U" (Rock ver.)
4. "Dancing Out" (Rock ver.)

<VÍDEO DE INTERVALO>
1. "Cooking Cooking" (Remix ver.)
2. "Way For Love" (Remix ver.)
3. MENT #2
4. "You Are The One"
5. "Wonder Boy" (Remix ver.)
6. *MENT #3

Esta é uma lista de outras canções performadas ao longo da turnê, em diversas cidades, fora da setlist principal.
- "Kiss Goodbye" – Leeteuk
- "Infection" – Kyuhyun (apenas no Japão)
- "Yuki no hana (Snow Flower)" – Kyuhyun (apenas no Japão)
- "Only one flower in the world" – Heechul e Donghae (apenas no Japão)
- "New Endless Love" – Kyuhyun (a partir dos shows realizados na China)
- "One Fine Spring Day" – Ryeowook (versão chinesa)
- "Down" – Eunhyuk
- "Baby" – Henry (a partir do show realizado em Singapura)
- "Perfection" – Super Junior-M (versão coreana)

## Datas da turnê
| Data                    | Cidade       | País          | Local                                   |
| ----------------------- | ------------ | ------------- | --------------------------------------- |
| 14 de agosto de 2010    | Seul         | Coreia do Sul | Olympic Gymnastics Arena                |
| 15 de agosto de 2010    | Seul         | Coreia do Sul | Olympic Gymnastics Arena                |
| 28 de agosto de 2010    | Qingdao      | China         | Guoxin Gymnasium                        |
| 23 de outubro de 2010   | Beijing      | China         | Capital Indoor Stadium                  |
| 13 de novembro de 2010  | Nanjing      | China         | Nanjing Olympic Sports Center Gymnasium |
| 25 de dezembro de 2010  | Guangzhou    | China         | Yuexiushan Stadium                      |
| 15 de janeiro de 2011   | Bangkok      | Tailândia     | Impact Arena                            |
| 16 de janeiro de 2011   | Bangkok      | Tailândia     | Impact Arena                            |
| 29 de janeiro de 2011   | Singapura    | Singapura     | Singapore Indoor Stadium                |
| 30 de janeiro de 2011   | Singapura    | Singapura     | Singapore Indoor Stadium                |
| 18 de fevereiro de 2011 | Yokohama     | Japão         | Yokohama Arena                          |
| 19 de fevereiro de 2011 | Yokohama     | Japão         | Yokohama Arena                          |
| 20 de fevereiro de 2011 | Yokohama     | Japão         | Yokohama Arena                          |
| 26 de fevereiro de 2011 | Manila       | Filipinas     | Araneta Coliseum                        |
| 5 de março de 2011      | Xangai       | China         | Mercedes-Benz Arena                     |
| 11 de março de 2011     | Taipei       | Taiwan        | Taipei Arena                            |
| 12 de março de 2011     | Taipei       | Taiwan        | Taipei Arena                            |
| 13 de março de 2011     | Taipei       | Taiwan        | Taipei Arena                            |
| 19 de março de 2011     | Kuala Lumpur | Malásia       | Putra Indoor Stadium                    |
| 7 de maio de 2011       | Binh Duong   | Vietnã        | Go Dau Stadium                          |

## Pessoal
- Vocais/dança: Super Junior
- Participações especiais: Zhou Mi, Henry, f(x) (apenas em Seul), Jungmo
- Organização: SM Entertainment
- Promotor: Dream Maker Entercom
- Patrocinador: Gmarket